# Магомедов, Ибрагим (1976)
Ибрагим Магомедов (род. 8 июня 1976 года, Махачкала) — бывший боец смешанного стиля, выступавший в категории тяжёлого веса (свыше 93 кг). Выиграл ряд турниров, выступал в крупнейших российских организациях М-1 (2001—2005 годы, 2009 год) и IAFC (2006—2008 годы), в 2005 году провёл бой в одной из ведущих мировых организаций Pride FC.

## Карьера
В боях смешанного стиля Магомедов дебютировал в октябре 2000 года, победив японца Рюси Янагисаву. С 2001 года Ибрагим стал бойцом одной из ведущих российских организаций М-1. Из первых его побед следует выделить бои с крепким американцем Беном Ротвеллом (13-2) в ноябре 2002 года и с сильным бойцом из другой российской организации IAFC Сергеем Терезиновым (8-1) в апреле 2003 года.

Наиболее успешным для Магомедова стал 2004 год, когда он выиграл турнир 2 Hot 2 Handle в Голландии и гран-при М-1, побив в финале одного из лучших российских бойцов Мартина Малхасяна. Победы выделяли Ибрагима, учитывая что действующий чемпион М-1 в тяжёлом весе Роман Зенцов проиграл в 2004 году все проведённые поединки.

В 2005 году на волне успеха Ибрагим вышел на бой в Pride FC против одного из лучших тяжеловесов мира хорвата Мирко Филиповича. Этот бой Магомедов проиграл нокаутом в первом раунде. Поражением закончилась и его попытка отобрать титул чемпиона М-1 у Романа Зенцова в ноябре того же года.

С 2006 года Магомедов перешёл в организацию IAFC, в рамках которой выиграл Кубок Чемпионов в 2006 году и турнир на Кубок мэра г. Хабаровска в 2007 году.

В марте 2009 года после беспроигрышной серии на протяжении трёх с половиной лет Ибрагим вышел на бой с Александром Емельяненко, однако проиграл в первом раунде техническим нокаутом из-за полученного рассечения.

После поражения в декабре 2009 года от Александра Волкова 37-летний Ибрагим Магомедов завершил карьеру бойца.

## Титулы и достижения

### Смешанные боевые искусства
- 2007 победитель турнира на Кубок мэра г. Хабаровска (+93 кг)
- 2006 победитель Кубка Чемпионов IAFC (+93 кг)
- 2004 победитель гран-при М-1 (+93 кг)
- 2004 победитель турнира 2 Hot 2 Handle (+93 кг)

### Боевое самбо
- Чемпионат России по боевому самбо 2004 — ;
- 2004 чемпионат мира WCSF  +90 кг[1]

## Статистика в смешанных единоборствах
| Результат | Рекорд | Соперник                | Способ                                                       | Турнир                              | Дата             | Раунд | Время | Место                          | Примечание                               |
| --------- | ------ | ----------------------- | ------------------------------------------------------------ | ----------------------------------- | ---------------- | ----- | ----- | ------------------------------ | ---------------------------------------- |
| Поражение | 22-8-1 | Александр Емельяненко   | Технический нокаут. Дисквалификация за отказ продолжить бой. | M-1 Challenge 33 — 2012             | 6 июня 2012      | 2     | 5:00  | Ингушетия, Россия              |                                          |
| Поражение | 22-7-1 | Александр Волков        | Единогласное решение судей                                   | M-1 Challenge 20 — 2009 Finals      | 3 декабря 2009   | 3     | 5:00  | Санкт-Петербург, Россия        | Финал командного чемпионата России       |
| Победа    | 22-6-1 | Гаджимурад Нурмагомедов | Удушающий прием                                              | M-1 Challenge 2009 Selections 6     | 05 сентября 2009 | 1     | 1:30  | Махачкала, Дагестан, Россия    | 6-й этап командного чемпионата России    |
| Поражение | 21-6-1 | Александр Емельяненко   | Технический нокаут (рассечение)                              | PROFC — Russia vs. Europe           | 29 марта 2009    | 1     | 0:51  | Ростов-на-Дону, Россия         |                                          |
| Победа    | 21-5-1 | Ярно Нурминен           | Технический нокаут (рассечение)                              | FIGHTFORCE Day Of Anger             | 28 февраля 2009  | 1     | 4:03  | Санкт-Петербург, Россия        |                                          |
| Победа    | 20-5-1 | Константин Глухов       | Удушающий приём                                              | IAFC — Russia vs. the World         | 29 ноября 2008   | 2     | 1:37  | Новосибирск, Россия            |                                          |
| Победа    | 19-5-1 | Зулузинью               | Технический нокаут                                           | FIGHTFORCE — Russia vs. the World   | 19 апреля 2008   | 1     | 5:00  | Санкт-Петербург, Россия        |                                          |
| Ничья     | 18-5-1 | Мойз Римбон             | Ничья                                                        | IAFC Championship Cup 2007          | 03 ноября 2007   | 3     | 5:00  | Россия                         |                                          |
| Победа    | 18-5   | Кресимир Богданович     | Технический нокаут (остановка боя секундантами)              | Ultimate Conflict                   | 11 августа 2007  | 1     | 5:00  | Задар, Хорватия                |                                          |
| Победа    | 17-5   | Эрджигит Оторов         | Технический нокаут                                           | WAFC Mayor Cup 2007                 | 26 мая 2007      | 1     | 0:42  | Хабаровск, Россия              |                                          |
| Победа    | 16-5   | Милко Вурн              | Технический нокаут                                           | IAFC Championship Cup               | 02 декабря 2006  | 1     | 3:06  | Россия                         | Финал турнира                            |
| Победа    | 15-5   | Сергей Котин            | Технический нокаут                                           | IAFC Championship Cup               | 02 декабря 2006  | 1     | 3:12  | Россия                         | Полуфинал турнира                        |
| Победа    | 14-5   | Денис Соболев           | Нокаут                                                       | IAFC Championship Cup               | 02 декабря 2006  | 1     | 3:45  | Россия                         | Четвертьфинал турнира                    |
| Поражение | 13-5   | Роман Зенцов            | Нокаут                                                       | M-1 MFC — Russia vs. France         | 04 ноября 2005   | 2     | 4:08  | Санкт-Петербург, Россия        | Бой за титул чемпиона М-1 в тяжелом весе |
| Поражение | 13-4   | Энтони Хардонк          | Технический нокаут (остановка боя секундантами)              | Bushido Europe Rotterdam Rumble     | 09 октября 2005  | 2     | 2:01  | Роттердам, Голландия           |                                          |
| Поражение | 13-3   | Мирко Филипович         | Нокаут                                                       | PRIDE Critical Countdown 2005       | 26 июня 2005     | 1     | 3:53  | Сайтама, Япония                |                                          |
| Победа    | 13-2   | Брайан Олсен            | Нокаут                                                       | Euphoria — USA vs. Russia           | 14 мая 2005      | 1     | 3:32  | Атлантик-Сити, Нью-Джерси, США |                                          |
| Победа    | 12-2   | Мартин Малхасян         | Единогласное решение судей                                   | M-1 MFC Heavyweight GP              | 04 декабря 2004  | 3     | 5:00  | Москва, Россия                 | Финал гран-при                           |
| Победа    | 11-2   | Милко Вурн              | Единогласное решение судей                                   | M-1 MFC Heavyweight GP              | 04 декабря 2004  | 2     | 5:00  | Москва, Россия                 | Полуфинал гран-при                       |
| Победа    | 10-2   | Карлос Клейтон          | Единогласное решение судей                                   | M-1 MFC Heavyweight GP              | 04 декабря 2004  | 2     | 5:00  | Москва, Россия                 | Четвертьфинал гран-при                   |
| Поражение | 9-2    | Трэвис Виуфф            | Единогласное решение судей                                   | Euphoria Road To The Titles         | 15 октября 2004  | 3     | 5:00  | Атлантик-Сити, Нью-Джерси, США |                                          |
| Победа    | 9-1    | Сандер Тонхэюзр         | Нокаут                                                       | 2 Hot 2 Handle                      | 22 февраля 2004  | 1     | 3:32  | Амстердам, Голландия           | Финал турнира                            |
| Победа    | 8-1    | Дэйв Дэлглиш            | Единогласное решение судей                                   | 2 Hot 2 Handle Амстердам, Голландия | 22 февраля 2004  | 1     | 10:00 | Амстердам, Голландия           | Полуфинал турнира                        |
| Победа    | 7-1    | Сандер Маккиллджэн      | Технический нокаут                                           | 2 Hot 2 Handle                      | 22 февраля 2004  | 1     | 1:31  | Амстердам, Голландия           | Четвертьфинал турнира                    |
| Победа    | 6-1    | Сергей Терезимов        | Нокаут                                                       | Dagestan International Mix-Fight    | 20 апреля 2003   | 1     | 5:00  | Махачкала, Дагестан, Россия    |                                          |
| Победа    | 5-1    | Валентейн Оверем        | Технический нокаут                                           | M-1 MFC — Russia vs. the World 5    | 06 апреля 2003   | 1     | 3:20  | Санкт-Петербург, Россия        |                                          |
| Победа    | 4-1    | Бен Ротвелл             | Технический нокаут (остановка боя секундантами)              | M-1 MFC — Russia vs. the World 4    | 15 ноября 2002   | 1     | 10:00 | Санкт-Петербург, Россия        |                                          |
| Победа    | 3-1    | Марсио Йеова            | Удушающий прием                                              | M-1 MFC — Russia vs. the World 3    | 26 апреля 2002   | 1     | 2:48  | Санкт-Петербург, Россия        |                                          |
| Победа    | 2-1    | Пол Кэхун               | Нокаут                                                       | M-1 MFC European Championship 2002  | 15 февраля 2002  | 1     | 6:13  | Санкт-Петербург, Россия        |                                          |
| Поражение | 1-1    | Гилберт Ивел            | Удушающий прием                                              | M-1 MFC — Russia vs. the World 2    | 11 ноября 2001   | 1     | 2:45  | Санкт-Петербург, Россия        |                                          |
| Победа    | 1-0    | Рюши Янагишава          | Единогласное решение судей                                   | Samurai 2000                        | 22 октября 2000  | 2     | 5:00  | Токио, Япония                  |                                          |